# Museo Extremeño del Deporte
El Museo Extremeño del Deporte, es un museo de historia del deporte con sede en la ciudad de Badajoz (España).
Creado por el periodista José Luis Vela y Lourdes Garzón, se abrió al público el 29 de noviembre de 2017, en cuya inauguración acudió el presidente de la Junta de Extremadura, Guillermo Fernández Vara, la diputada provincial de Cultura, Juventud y Bienestar Social, Cristina Núñez Fernández y la atleta Sonia Bejarano.
Cuenta con una colección de más de 300 piezas históricas, entre camisetas y material deportivo diverso, de los mejores deportistas y clubes extremeños, tanto en su modalidad masculina como femenina, destacando deportistas de élite olímpicos y paralímpicos, así como de deportistas de ámbito nacional en su vinculación con la historia del deporte extremeño.
Es uno de los museos más visitados de la región en su modalidad.